# Llotja del Tint
Llotja del Tint, també conegut com el Tint de Banyoles o Tint Prat, és un edifici preindustrial de Banyoles (Pla de l'Estany) inclòs a l'Inventari del Patrimoni Arquitectònic de Catalunya. És una de les poques fàbriques medievals catalanes que conserven l’estructura original.
És un edifici representant del gòtic civil català del segle xvi, i per tant, una construcció tardogòtica construïda per una família poderosa banyolina. Originàriament, fou destinat al tint dels draps de llana o teixits de llana que es fabricaven a la vila de Banyoles. Situat al carrer Sant Pere, és a prop de l'edifici de la Pia Almoina de Banyoles, en ple nucli antic. Després de caure en desús durant molts anys, el 1971 el Consistori (a iniciativa del regidor de Cultura, Pere Comas i Masgrau) va recuperar l'edifici a fi d'evitar-ne l'enderroc. Ja llavors es va destinar a sala municipal d'exposicions d'art contemporani.

## Descripció
A l'exterior, els murs són fets de pedruscall i pedra irregular de travertí lligats amb argamassa. Les portes de llinda monolítica i les finestres carrades són distribuïdes a la planta baixa i en un primer pis, probablement obertes a partir dels segles xvii-xviii quan fou reconvertit en adoberia o fàbrica de pells. En una de les finestres d'estil gòtic amb arquets ogivals s'hi pot llegir la data gravada de 156 (_) i el període real de la construcció. En l'antic traçat del rec Major també s'hi obrí un arc de mig punt de dovelles. Es va fer servir l'anomenada pedra de Banyoles o travertí. Pel que fa a l' estructura interior és de planta rectangular. Tanmateix, l'espai està dividit per arcs apuntats fets amb dovelles poc treballades de travertí, que suportaven coberta de bigues a fusta a dos vessants. La distribució actual en dues plantes amb una nova estructura de voltes de llunetes de llosa de travertí es va fer probablement al segle xvii o xviii, quan l'edifici es reconvertí en adoberia.

## Història
El tèxtil ha estat una de les principals activitats industrials i econòmiques de Banyoles a l'edat mitjana i inicis de l'edat moderna. Els draps de llana, coneguts com «banyolesos», van ser exportats a Catalunya i a la Mediterrània durant molts segles, fins al declivi econòmici de segle xvii. Dins del procés d'elaboració dels draps de llana hi ha el tint en l'acabat final, quan el teixit era immers en grans tines o perols d'aram que contenien aigua bullent amb colorant natural.
El Tint de Banyoles no va ser mai un edifici gremial medieval, sinó un tint particular propietat de la família d’apotecaris Prat construït de bell nou a partir de l’any 1563 en un hort del carrer Sant Pere, abans propietat de la família Peraseca, antics propietaris de l'actual mas Ameller de Banyoles. El segle xvi la vila de Banyoles viu un període d’esplendor en la producció de draps de llana, després del segle anterior desastrós a causa dels terratrèmols i a la Guerra Civil Catalana (1462-1472). Més de la meitat de la població banyolina es dedicava al negoci de la llana i a la producció dels draps «banyolesos» que eren venuts arreu de Catalunya, amb oficis com mercaders de llana, paraires, moliners drapers, tintorers o teixidors. No fou l'únic tint de Banyoles, per exemple en el segle xv hom sap de l'enderrocament del Tint Nou durant el setge de 1467, probablement situat en el barri dels Turers, damunt la Plaça Major. Per la seva activitat utilitzava les aigües del rec Major, conegut en aquest tram com "rec dels tints" donada la concentració de tints i ben documentats al llarg dels segles xv-xvi. L'edifici actualment recuperat i de propietat municipal, fou reformat l'any 1971.
Durant els anys seixanta i setanta, Banyoles es va convertir en un referent nacional pel que fa a propostes artístiques d'art conceptual. Amb precedents com Presència 63, la recuperació de la Llotja del Tint va permetre aglutinar col·lectius artístics com ara el Tint-1 i el Tint-2. Des de final dels anys vuitanta, la ciutat es va evidenciar, per damunt de tot, el sorgiment de nous nuclis d'artistes que es van afegir a la nòmina dels que van començar els anys seixanta i setanta. Propostes com Desconegut, Art als lavabos, Documental, Paisatge pintoresc, Sang de neu, i tantes altres que pivotaven entorn l'edifici del Tint.
Des de 2021, és la seu del Centre d'Estudis Comarcals de Banyoles, després de desamiantar i renovar la coberta i les instal·lacions tècniques. La planta baixa serveix com a sala d'actes polivalent d'ús compartit, gestionada pel Centre d'Estudis.